# Lubumbashi

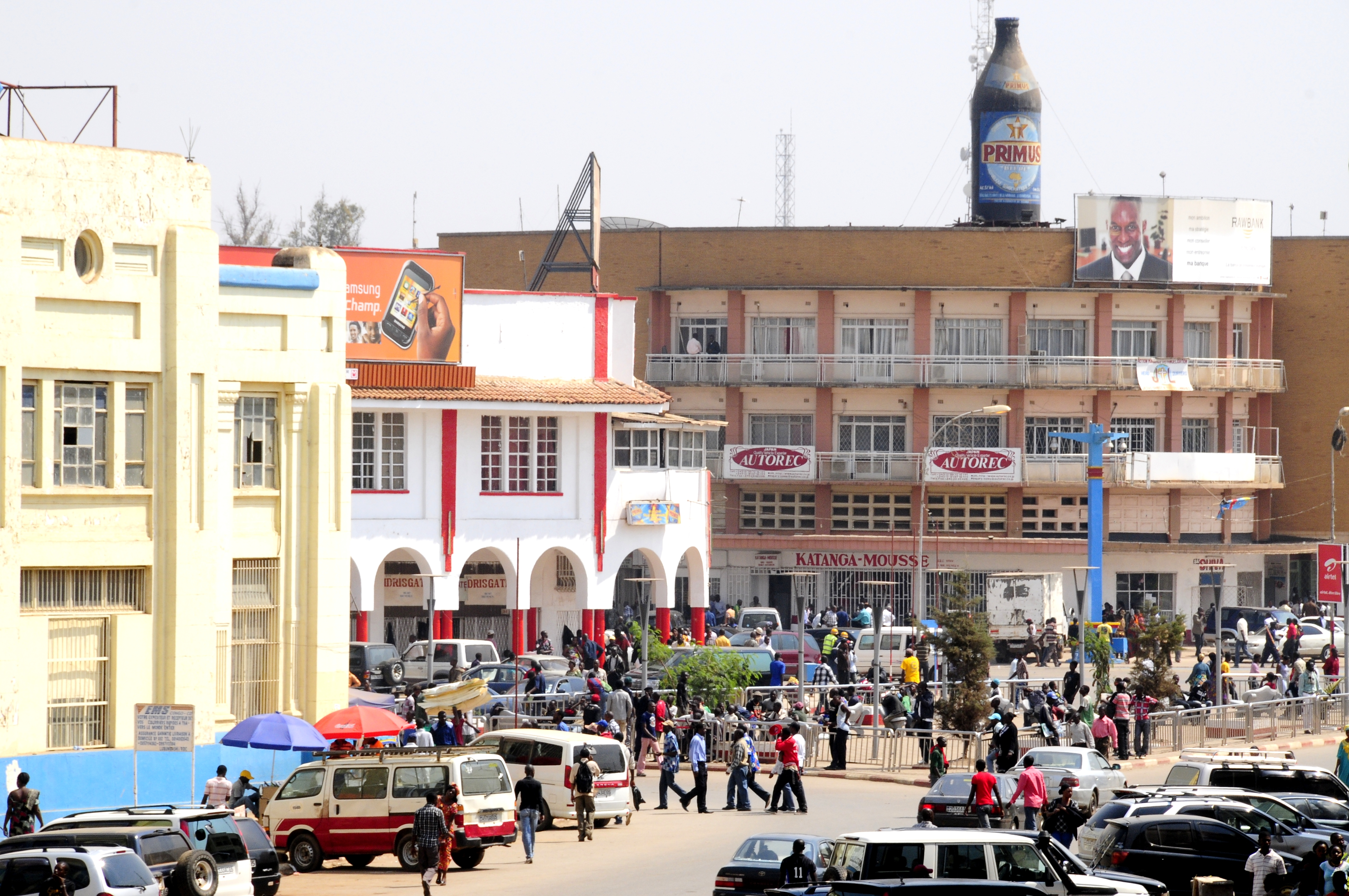
Stadtzentrum

Lubumbashi (bis 1966 Élisabethville oder Elisabethstad) ist die Hauptstadt der rohstoffreichen Region Haut-Katanga und mit 2.190.000 Einwohnern nach Kinshasa die zweitgrößte Stadt der Demokratischen Republik Kongo.

## Geografie
Die Stadt befindet sich im äußersten Südosten der Demokratischen Republik Kongo auf 1260 Metern über dem Meeresspiegel direkt an der Grenze zu Sambia. Sie liegt am Lubumbashi, dem Oberlauf des Kafubu, der sich in der Stadt und im Umland mit weiteren Flüssen vereint.

## Geschichte
Die Stadt Elisabethville (flämisch Elisabethstad) wurde 1910 von den belgischen Kolonialherren beim Lubumbashifluss gegründet und nach der belgischen Königin Elisabeth Gabriele in Bayern benannt. Die belgischen Behörden siedelten in dem Ort eine Gemeinschaft von sephardischen Juden von der griechischen Insel Rhodos an.
Im Dezember 1941 war Elisabethville Schauplatz eines Streiks gegen die verschärften Arbeitsbedingungen in den Bergwerken wegen kriegswirtschaftlicher Erfordernisse. Mindestens sechzig streikende Kongolesen wurden von Soldaten der Force Publique auf dem Fußballplatz von Elisabethville erschossen.
In der Sezessionszeit (1960–63) nach der Unabhängigkeit war es die Hauptstadt des kurzlebigen Staates Katanga unter Federführung Moïse Tschombés. Das damalige Nationalemblem Katangas, die drei Kupferkreuze erscheinen heute noch im Stadtwappen von Lubumbashi.
Mit seiner Machtübernahme 1965 führte Mobutu Sese Seko die offizielle Staatsideologie der Authenticité, (manchmal auch Zairisierung) ein. Die Kampagne der Afrikanisierung war ein Versuch, das Land von den Überbleibseln des Kolonialismus und dem anhaltenden Einfluss der westlichen Kultur zu befreien und eine zentralere und einheitlichere nationale Identität zu schaffen. In diesem Bestreben benannte er im Juli 1966 Élisabethville in "Lubumbashi" und 1972 die Provinz Katanga in "Shaba" um. Lubumbashi wurde nach dem gleichnamigen Fluss Lubumbashi benannt.
Im kongolesischen Bürgerkrieg während der 1990er Jahre wurde auch Lubumbashi Kriegsschauplatz. Im April 1997 eroberte die Alliance des Forces Démocratiques pour la Libération du Congo (ADFL) die Stadt. Der Rebellenführer Laurent-Désiré Kabila proklamierte sich am 17. Mai 1997, einen Tag nachdem die ADFL den Langzeitpräsidenten Mobutu Sese Seko gestürzt hatte, in Lubumbashi zum neuen Präsidenten des Landes. Von 1999 bis 2003 war Lubumbashi die legislative Hauptstadt der Demokratischen Republik Kongo, ehe das Parlament wieder nach Kinshasa übersiedelte.

## Bevölkerung
Wie in den meisten Städten der DR Kongo wächst die Bevölkerung rasant. Für 2050 wird mit einer Bevölkerung von über 6,1 Millionen gerechnet.
Bevölkerungsentwicklung laut UN
| Jahr | Einwohnerzahl |
| ---- | ------------- |
| 1950 | 96.000        |
| 1960 | 194.000       |
| 1970 | 325.000       |
| 1980 | 482.000       |
| 1990 | 722.000       |
| 2000 | 1.089.000     |
| 2010 | 1.642.000     |
| 2017 | 2.190.000     |

## Wirtschaft und Verkehr

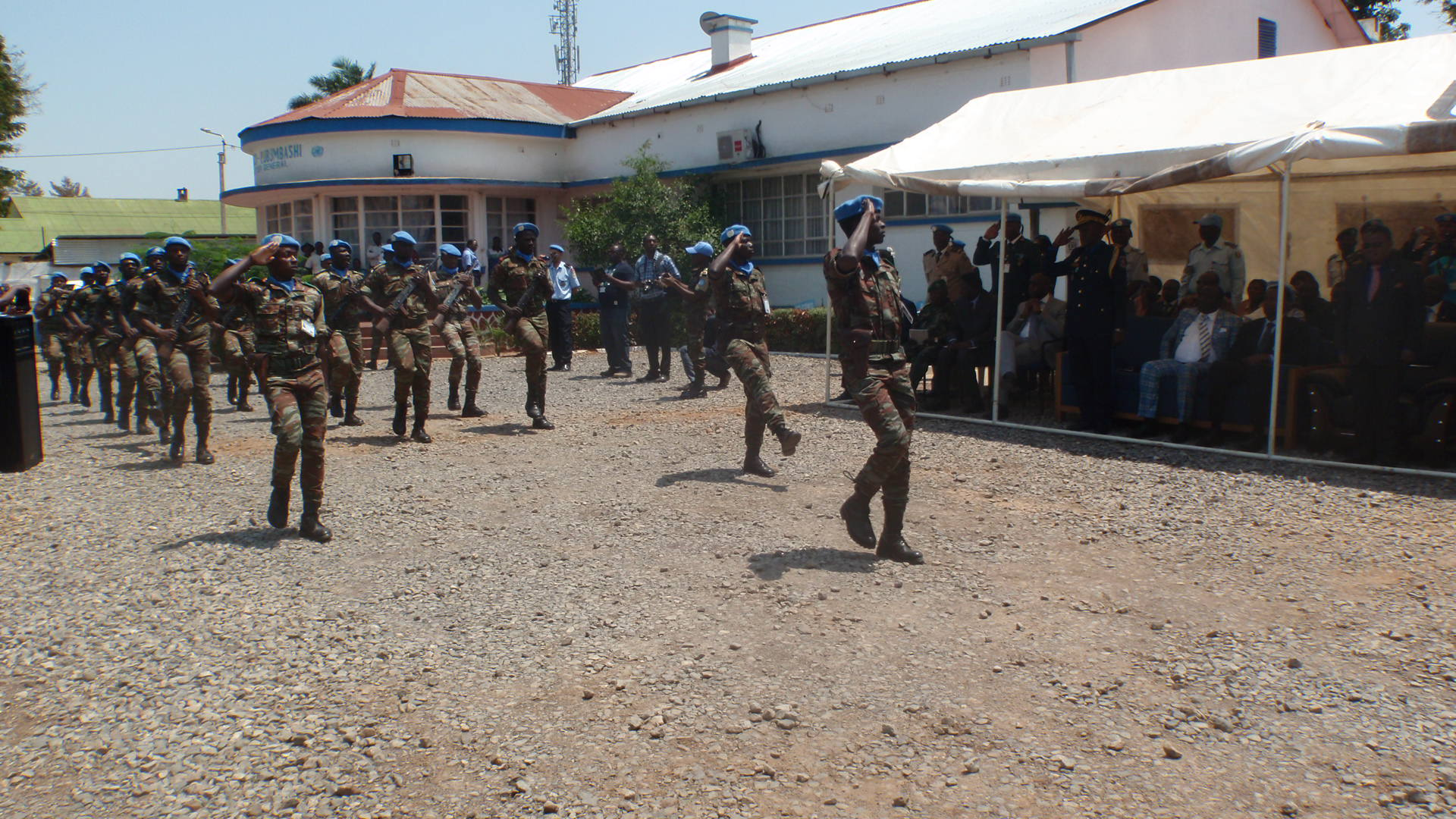
Militärparade in Lubumbashi

Lubumbashi verfügt über einen internationalen Flughafen. Zudem liegt die Stadt an der Eisenbahnlinie nach Ilebo, Kindu, Sakania und Kolwezi und gilt als Tor zum Nachbarland Sambia. Die Stadt ist ein Zentrum der Kupferverhüttung. Auch andere mineralische Rohstoffe werden in ihrer Umgebung abgebaut, so beispielsweise Cobalt- und Zinkerze. Im Montansektor ist Lubumbashi von überragender Bedeutung für den Kongo und zudem das größte Industrie- und Geschäftszentrum des Landes. Ferner gibt es hier Betriebe der Textil-, Ziegel- und Nahrungsmittelindustrie.

## Bildung
In Lubumbashi gibt es eine 1954/55 von den Belgiern gegründete Universität, die Université de Lubumbashi, die unter dem Akronym UNILU bekannt ist. Hier wurden auf einem linguistischen Kongress vom 22. bis 26. Mai 1974 die Standardisierung und Vereinheitlichung der Rechtschreibung der Landessprachen von Zaire, sowie die Rechtschreibung der Nationalsprachen Kikongo, Lingála, Swahili und Tshiluba geregelt.

## Sehenswürdigkeiten

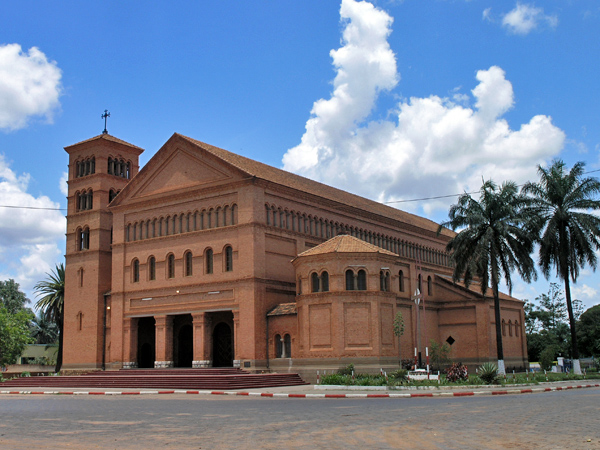
Kathedrale von Lubumbashi

Neben der Universität und deren Bibliothek zählen ein botanischer Garten, ein Zoo, eine Brauerei und eine Kathedrale zu den Hauptsehenswürdigkeiten der Stadt. Das Nationalmuseum beherbergt archäologische und ethnologische Schaustücke aus der Region.

## Söhne und Töchter der Stadt

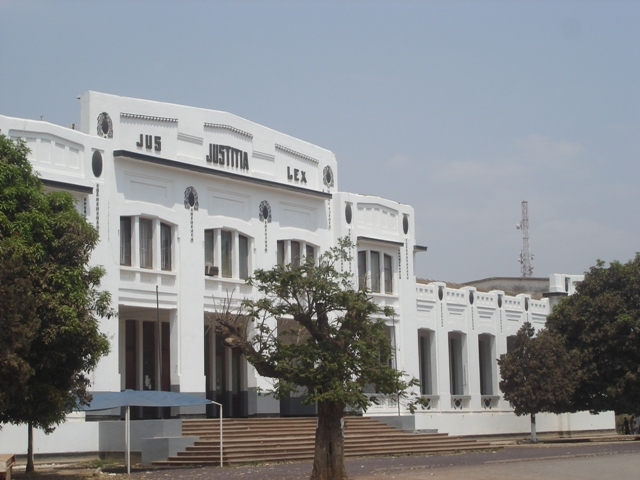
Justizpalast, Lubumbashi

- Justizpalast, LubumbashiJohnny Brouwers (* 1930), belgischer Jazzpianist
- Constantin Kabemba (* 1943), Radrennfahrer
- Tshibumba Kanda Matulu (* 1947), Maler
- Dianik Zurakowska (1947–2011), belgische Schauspielerin
- Sumbu Kalambay (* 1956), Boxer
- Golden Misabiko (* 1956), Lehrer und Menschenrechtsaktivist, Präsident der Association Africaine de Defense des Droits de l'Homme (ASADHO; deutsch etwa: „Afrikanische Vereinigung zur Verteidigung der Menschenrechte“)
- Placide Lubamba Ndjibu MAfr (* 1959), Bischof von Kasongo
- Gaston Kashala Ruwezi (* 1961), Bischof von Sakania-Kipushi
- Richard Kazadi Kamba (* 1964), Bischof von Kolwezi
- Roberto Nicotti (1966–1995), italienischer Radrennfahrer
- Eric Yuma (* 1969), belgischer American-Football-Spieler und Leichtathlet
- Leon Nzama-Nawezhi (* 1973), sambischer Boxer
- Christophe Ndabananiye (* 1977), ruandisch-deutscher Künstler
- Baloji (* 1978), Rapper und Filmemacher
- Sammy Baloji (* 1978), Fotograf und Videokünstler
- Gary Kikaya (* 1980), Leichtathlet
- Fiston Mwanza Mujila (* 1981), kongolesisch-österreichischer Schriftsteller
- Danny Tshindind Kassap (1982–2011), kanadischer Leichtathlet
- Christianne Mwasesa (* 1985), Handballspielerin
- Yves Diba Ilunga (* 1987), Fußballspieler
- Mireille Kanjinga (* 1989 oder 1990), Fußballschiedsrichterassistentin
- Christian Kabasele (* 1991), belgischer Fußballspieler
- Bismack Biyombo (* 1992), Basketballspieler
- Phanuel Kavita (* 1993), Fußballspieler
- Chancel Ilunga Sankuru (* 1995), Leichtathletin
- Lous and the Yakuza (* 1996), Popsängerin
- Jackson Muleka (* 1999), Fußballspieler

## Sport
Tout Puissant Mazembe ist kongolesischer Fußball-Rekordmeister und war 2010 der erste afrikanische Club im Finale der FIFA-Klub-Weltmeisterschaft. Weitere erfolgreiche Fußballteams in Lubumbashi sind der FC Saint Eloi Lupopo sowie der CS Don Bosco.

## Klimatabelle
|                       | Jan  | Feb  | Mär  | Apr  | Mai  | Jun  | Jul  | Aug  | Sep  | Okt  | Nov  | Dez  |   |      |
| Mittl. Tagesmax. (°C) | 26,7 | 26,6 | 27,1 | 27,4 | 26,8 | 25,4 | 25,2 | 27,7 | 30,7 | 31,7 | 28,8 | 26,8 | ⌀ | 27,6 |
| Mittl. Tagesmin. (°C) | 16,8 | 16,7 | 16,5 | 15,3 | 11,7 | 8,6  | 8,3  | 10,5 | 13,8 | 15,9 | 16,8 | 16,8 | ⌀ | 14   |
|                       |      |      |      |      |      |      |      |      |      |      |      |      |   |      |
| Niederschlag (mm)     | 251  | 281  | 218  | 53   | 2    | 0    | 0    | 0    | 2    | 30   | 171  | 266  | Σ | 1274 |
|                       |      |      |      |      |      |      |      |      |      |      |      |      |   |      |
| Sonnenstunden (h/d)   | 4,2  | 4,4  | 5,7  | 7,8  | 9,4  | 9,8  | 10,2 | 10,3 | 9,8  | 9,1  | 6,5  | 4,2  | ⌀ | 7,6  |
|                       |      |      |      |      |      |      |      |      |      |      |      |      |   |      |
| Regentage (d)         | 23   | 22   | 19   | 7    | 1    | 0    | 0    | 0    | 1    | 5    | 15   | 23   | Σ | 116  |
|                       |      |      |      |      |      |      |      |      |      |      |      |      |   |      |
| Luftfeuchtigkeit (%)  | 83   | 84   | 83   | 76   | 70   | 66   | 61   | 53   | 48   | 55   | 65   | 83   | ⌀ | 68,9 |

| 16,8 |

| 16,7 |

| 16,5 |

| 15,3 |

| 11,7 |

| 8,6 |

| 8,3 |

| 10,5 |

| 13,8 |

| 15,9 |

| 16,8 |

| 16,8 |

| 16,8 |

| 16,7 |

| 16,5 |

| 15,3 |

| 11,7 |

| 8,6 |

| 8,3 |

| 10,5 |

| 13,8 |

| 15,9 |

| 16,8 |

| 16,8 |